# ストレンジ・クルーズ
ストレンジ・クルーズ (Strange Cruise) は、イギリスのポップ・ロックバンド。ヴィサージ解散後のスティーヴ・ストレンジがThe Photonsのウェンディ・クルーズ（ウェンディ・ウー）と共に1985年に結成した。2枚のシングルと1枚のアルバムをリリースしたが、商業的に目立った成績を残せず翌1986年に解散した。

## 作品

### スタジオアルバム
- Strange Cruise （1986年）

1. Hit and Run - 3:06
2. The Beat Goes On - 3:26
3. Rebel Blue Rocker - 3:15
4. Communication (Breaking Down the Walls) - 4:00
5. This Old Town - 3:15
6. Animal Call - 2:54
7. Heart Is a Lonely Hunter - 3:44
8. Love Addiction - 2:55
9. 12 Miles High - 2:50
10. Where Were Their Hearts - 3:44

### シングル
- Rebel Blue Rocker （1986年）
- The Beat Goes On （1986年）